# Sonya Caleffi
Sonya Caleffi (Como, 21 luglio 1970) è una serial killer italiana.

## Biografia
A quindici anni incomincia a soffrire di depressione e di anoressia nervosa, ma a scuola rimane una ragazza molto tranquilla, con buon profitto. La madre, Lorenza Vaghi, afferma spesso di non avere motivi per cui vivere e Sonya, negli anni successivi, dichiarerà che quell'atteggiamento materno avrà condizionato molto negativamente la sua adolescenza e la sua età adulta.
Tra il 1990 e il 1993 frequenta corsi di infermiera professionale all'Ospedale Valduce di Como. Nel 1993 si sposa con un falegname di Cernobbio dopo 6 mesi di fidanzamento, ma i continui litigi la portano a divorziare dopo appena un anno. Successivamente conosce un radiologo e va a convivere con lui a Tavernerio, dove finito il lavoro vive in uno stato di reclusione in casa.
Dal 1993 al 2000 lavora all'Ospedale Valduce di Como nei reparti di chirurgia generale, endoscopia e pronto soccorso. Dal 2000 al 2001 lavora al pronto soccorso dell'ospedale Sant'Anna di Como. Nell'ottobre 2001 torna per un mese all'Ospedale Valduce di Como. Dal 2 al 13 novembre lavora alla casa di riposo e clinica Le Betulle di Appiano Gentile. Nel 2002 lavora in due diversi periodi alla casa di riposo di Albese con Cassano, anche nel reparto di psichiatria. Il 4 agosto 2002 tenta di suicidarsi con la sua auto, lanciandosi contro un muro a Salita Cappuccini a Como. Poi tenta il suicidio per altre tre volte tra il 2002 e il 2004 (in una di queste occasioni si taglia superficialmente ad entrambe le tempie). Tra il settembre e il novembre 2003 lavora al reparto di medicina generale dell'ospedale Sant'Anna, dove si verificano per causa sua 8 decessi di malati terminali, uccisi a causa dell'iniezione di aria e quindi di embolia. Da settembre all'8 novembre 2004 lavora all'Ospedale Manzoni di Lecco, dove avrebbe provocato la morte di 18 persone. Viene scoperta dal dirigente medico del presidio che informa la Procura.

## L'arresto
Il 15 dicembre 2004 viene arrestata, ma confessa solo 6 omicidi, 4 accertati e 2 sospetti. La Polizia durante la perquisizione a casa sua trova libri che parlano di bulimia, anoressia nervosa, morte e i suoi romanzi più letti sono Donne invisibili di Fabiola De Clercq, Sprecata di Marya Hornbacher, La morte è amica di Marie de Hennezel e Veronika decide di morire di Paulo Coelho. Nella casa della donna vengono anche ritrovati taccuini nei quali erano stati annotati i quadri clinici e, talvolta, i decessi di alcuni pazienti affidati alla Caleffi in ospedale. L'amministrazione ospedaliera di Lecco intanto apre le indagini. Il 17 dicembre 2004 lascia il carcere Bassone di Como e la procura le accerta solo un caso di morte. Il 18 dicembre 2004 viene trasferita al settimo piano dell'ospedale Sant'Anna di Como nel reparto detenuti. L'11 febbraio 2005 viene trasferita all'Opg di Castiglione delle Stiviere (MN), il 10 marzo 2005 ritira la confessione fatta a dicembre e tre mesi dopo afferma di ricordare di non avere ucciso nessuno. Dal 2006 lavora come telefonista al carcere di San Vittore.

## Il processo e le sentenze
Il 14 dicembre 2007 viene condannata per 5 omicidi (di Maria Cristina, Biagio La Rosa, Teresa Lietti, Ferdinando Negri ed Elisa Colomba Riva) e 2 tentati omicidi (di Giuseppe Sacchi e Francesco Ticli) a scontare 20 anni di reclusione nel carcere di San Vittore suscitando rabbia da parte delle famiglie delle vittime. Il 3 marzo 2008 la Corte d'assise d'appello di Milano le conferma la condanna di primo grado a 20 anni di reclusione, anche se il procuratore generale aveva chiesto l'ergastolo, ma il rito abbreviato ha ridotto la condanna.
Il 10 maggio 2008 compare per la prima volta davanti alle telecamere di Rai 3 sul programma Storie maledette intervistata dalla giornalista Franca Leosini al carcere di San Vittore riflettendo sugli anni bui della sua vita.
Il 25 ottobre 2018, dopo aver scontato 14 anni di carcere, viene liberata.